# Eleccions al Dáil Éireann de 2011
Les eleccions generals irlandeses de 2011 es van celebrar el 25 de febrer de 2011 per renovar els 166 membres del Dáil Éireann, la cambra baixa del parlament de l'Oireachtas, el parlament de la República d'Irlanda.
Les eleccions van ser convocades l'1 de febrer del mateix any, després de la dissolució del Dáil Éireann per part de la presidenta Mary McAleeese, a proposta del Taoiseach (primer ministre).

## Sistema electoral
Els diputats s'escullen en 43 circumscripcions plurinominals, amb una magnitud d'entre 3 i 5 diputats per circumscripció. L'escó del president del parlament sortint (en gaèlic irlandès: Ceann Comhairle) no passa per elecció, excepte si aquest renuncia a continuar en la següent legislatura.
El sistema electoral irlandès es basa en el vot únic transferible (en anglès: single transferable vote), un sistema de representació proporcional que no està basat en llistes. El quocient electoral utilitzat és el de Droop. Per determinar les transferències per excés de vot, s'extreuen paperetes aleatòriament.
Els partits polítics presenten un nombre de candidats que s'ajusten a les expectatives que tenen. Persones sense afiliació política es poden presentar com a independents. L'ordre dels candidats a les paperetes se sorteja dies abans de l'elecció.
L'escrutini s'inicia l'endemà de les eleccions i totes les urnes d'una mateixa circumscripció són traslladades a un indret per escrutar-les de forma centralitzada.

## Resultats
| Partit | Partit                             | Vots      | %    |       | Escons | +/- |
| ------ | ---------------------------------- | --------- | ---- | ----- | ------ | --- |
|        | Fine Gael                          | 801.628   | 36,1 | +8,8  | 76     | +25 |
|        | Partit Laborista                   | 431.796   | 19,5 | +9,3  | 37     | +17 |
|        | Fianna Fáil                        | 387.358   | 17,5 | –24,2 | 20     | –57 |
|        | Sinn Féin                          | 220.661   | 9,9  | +3,0  | 14     | +10 |
|        | Partit Socialista                  | 26.770    | 1,2  | +0,6  | 2      | +2  |
|        | El Poble Abans que el Profit       | 21.551    | 1,0  | +0,6  | 2      | +2  |
|        | Acció dels Treballadors i Aturats  | 8.818     | 0,4  | +0,1  | 1      | +1  |
|        | Partit Verd                        | 41.039    | 1,8  | –2,9  | 0      | –6  |
|        | South Kerry Independent            | 4.939     | 0,2  | Nou   | 0      | Nou |
|        | Partit dels Treballadors d'Irlanda | 3.056     | 0,1  | ±0,0  | 0      | ±0  |
|        | Solidaritat Cristiana              | 2.102     | 0,1  | ±0,0  | 0      | ±0  |
|        | Fís Nua                            | 938       | 0,0  | Nou   | 0      | Nou |
|        | Candidats independents             | 269.703   | 12,1 | +6,9  | 14     | +9  |
| Total  | Total                              | 2.220.359 | 100  | –     | 166    | –   |